# 鈣柱石

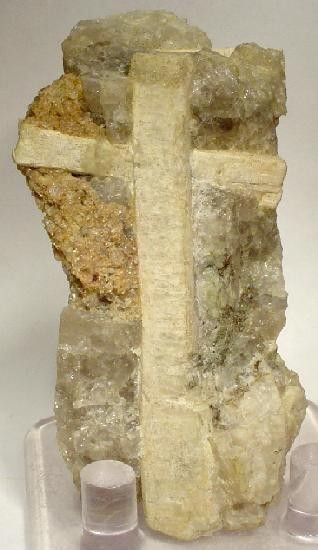
石英和钙柱石（十字型）

鈣柱石（英語：Meionite）是屬於方晶系的網狀矽酸鹽，分子式為Ca4Al6Si6O24CO3。 偶含硫酸鹽物。是方柱石固溶終端礦物之一。是它於 1801 年在意大利維蘇威火山的索瑪山上首次被發現。 由 Rene Just Haüy 以 μειωυ 命名的（希臘語中的“更少”之意），指的是與維蘇威石（Vesuvianite）相比，金字塔形狀不那麼尖銳。
在方柱石固溶中，鈣柱石具有最大的晶胞尺寸，並且在高壓下具有非常高的熱穩定性。 這證明鈣柱石是地殼深部基性或中性岩漿的主要礦物之一。鈣柱石 在高壓下也會分解成鈣鋁石 + 藍晶石 + 石英 + 方解石，與鈣長石的壓力上限類似。 指明在地殼中的形成的礦物。